# Primera División 1940 (Chili)
In 1940 werd het achtste seizoen gespeeld van de Primera División, de hoogste voetbalklasse van Chili. Universidad de Chile werd kampioen. 

## Eindstand

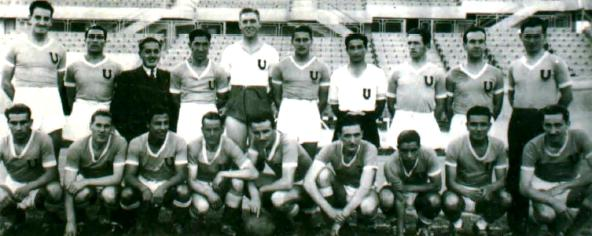
Kampioenenelftal van Universidad de Chile.

| Plaats | Club                       | Wed. | W  | G | V  | Saldo | Ptn. |
| ------ | -------------------------- | ---- | -- | - | -- | ----- | ---- |
| 1      | Colo-Colo                  | 24   | 17 | 4 | 3  | 90:44 | 38   |
| 2      | Santiago Morning           | 24   | 14 | 2 | 8  | 84:63 | 30   |
| 1.     | Universidad de Chile       | 18   | 12 | 2 | 4  | 46:31 | 26   |
| 2.     | Audax Italiano             | 18   | 10 | 3 | 5  | 51:38 | 23   |
| 3.     | Santiago National Juventus | 18   | 8  | 6 | 4  | 36:32 | 22   |
| 4.     | Colo-Colo                  | 18   | 10 | 1 | 7  | 45:37 | 21   |
| 5.     | Green Cross                | 18   | 7  | 4 | 7  | 47:49 | 18   |
| 6.     | Magallanes                 | 18   | 8  | 1 | 9  | 47:49 | 17   |
| 7.     | Santiago Morning           | 18   | 6  | 3 | 9  | 43:48 | 15   |
| 8.     | Badminton                  | 18   | 4  | 6 | 8  | 38:47 | 14   |
| 9.     | Universidad Católica       | 18   | 5  | 4 | 9  | 34:43 | 14   |
| 10.    | Unión Española (P)         | 18   | 3  | 4 | 11 | 30:43 | 10   |

|     | Kampioen    |
| (P) | Promovendus |